# 金庸 (小惑星)
金庸(10930 Jinyong)は、1998年2月6日に北京天文台CCD小惑星観測プログラムが興隆観測基地で発見した小惑星帯の小惑星である。小惑星の発見日と同じ誕生日の中国の作家、金庸にちなんで命名された。